# 1257 w literaturze
Wydarzenia literackie w 1257 roku.

## Nowe dzieła
- Ulrich von Liechtenstein, Frauenbuch